# Гейоро, Грейс
Онема Грейс Гейоро (фр. Onema Grace Geyoro; род. 2 июля 1997, Колвези, Катанга) — французская футболистка, полузащитник клуба «Пари Сен-Жермен» и сборной Франции.

## Клубная карьера

### Ранние годы
Гейоро родилась в Колвези и переехала с семьей из Демократической Республики Конго во Францию, когда была ребенком. В возрасте восьми лет она начала играть с мальчиками в клубе «Сен-Жан-де-Бре», базирующейся в Орлеане. В январе 2013 года вместе с 26 другими людьми она была отмечена Региональным олимпийским и спортивным комитетом Орлеана.

### «Пари Сен-Жермен»
В 2012 году в возрасте 15 лет Гейоро перешла в молодёжный состав клуба «Пари Сен-Жермен». Она дебютировала за основную команду в октябре 2014 года, заменивФатмире Алуши на 76-й минуте в победной игре против «Исси» (2:0). В марте 2017 года она продлила контракт до июня 2021 года. 27 мая 2018 года Гейоро забила свой дебютный гол, оформив дубль в победной игре над «Суайо» (3:0), что гарантировало клубу место в Лиге чемпионов 2018/2019.
15 сентября 2023 года Гейоро продлила контракт с клубом до июня 2028 года.

## Карьера за сборные

### Юношеские и молодёжные
В июле 2012 года Гейоро представляла сборную Франции (до 16 лет) на Кубке Северных стран. Она сыграла полностью все матчи: поражение от Швеции со счетом 1:0, победа над Исландией со счетом 4:0 и победа над Норвегией со счетом 3:0. В победе над Финляндией со счетом 5:1 она вышла на замену на 52-й минуте.
В марте 2013 года Гейоро представляла сборную Францию (до 17 лет) во втором раунде отборочной кампании чемпионата Европы, выйдя на замену в победном матче над Финляндией (2:0).
В июле 2015 года Гейоро представляла сборную Францию (до 19 лет) на чемпионате Европы. На групповом этапе она отыграла все 90 минут в матчах против Дании (1:0) и против Швеции (1:0), но была на скамейке запасных в матче против Израиля (4:0). Она также сидела на скамейке запасных в полуфинале против Испании, которой Франция проиграла в серии пенальти со счетом 4:5.
В сентябре 2015 года Гейоро представляла сборную Францию (до 19 лет) в отборочном раунде чемпионата Европы 2016. Она сыграла полный матч против Боснии и Герцеговины (2:0), вышла на замену на 70-й минуте в игре против Фарерских островов (7:0), сыграла полный матч и забила гол в игре против Чехии (6:0). В апреле 2016 года она была в составе сборной Франции в элитном квалификационном раунде, сыграв полный матч против Португалии (3:0) и Шотландии (2:0), в котором также отметилась забитым голом. В июле 2016 года играла за сборную на чемпионате Европы среди девушек до 19 лет. На групповом этапе она сыграла все три матча: проигрыш от Норвегии (0:1), победа над Словакии (6:0) и победа над Нидерландами (2:1), в которой она забила гол. Она отыграла полный матч в победном полуфинальном матче против Швейцарии (3:1) и забила первый гол в победном финальном матче против Испании (2:1).
В марте 2016 года сборная Франции (до 19 лет) участвовала в женском турнире Ла-Манга, в котором Гейоро вышла в стартовом составе в матче против Норвегии (2:1), вышла на замену в матче против Италии (3:1) и забила единственный гол в игре против Швеции (1:0).
В ноябре 2016 года Гейоро была вызвана в сборную Франции на чемпионат мира до 20 лет. Перед турниром она сыграла в товарищеском матче против Канады в Австралии. На групповом этапе турнира она сыграла все три матча: ничьи против США (0:0) и Ганы (2:2) и победа против Новой Зеландии (2:0). На стадии плей-офф она сыграла полные матчи в четвертьфинальной победе над Германией (1:0) и в полуфинальной победе над Японией (2:1). В финале Гейоро провела полный матч против Северной Кореи и забила единственный гол Франции, но француженки уступили со счётом 1:3. Она была одним из немногих игроков, который сыграл каждую минуту турнира.

### Национальная
22 января 2017 года Гейоро дебютировала за национальную сборную Франции в товарищеском победном матче против сборной ЮАР (2:0), выйдя на замену Санди Толетти на 69-й минуте. В марте 2017 года она представляла Францию на SheBelieves Cup 2017, сыграв полные матчи против Англии (2:1) и Германии (0:0). В июле 2017 года она попала в состав на чемпионат Европы 2017, где была самым молодым игроком в команде. Она сыграла полные матчи группового этапа против Австрии (1:1) и Швейцарии (1:1), а также в проигрышном четвертьфинальном матче против Англии (0:1). В марте 2018 года она представляла Францию на SheBelieves Cup 2018, сыграв полные матчи против США (1:1) и Германии (3:0). 4 марта 2019 года она забила свой дебютный гол за национальную сборную, забив четвертый гол в товарищеском матче против Уругвая (6:0).

## Статистика

### Клубная
| Клуб            | Сезон      | Лига       | Лига  | Лига | Кубок | Кубок | Континент | Континент | Другое | Другое | Итог  | Итог |
| Клуб            | Сезон      | Дивизион   | Матчи | Голы | Матчи | Голы  | Матчи     | Голы      | Матчи  | Голы   | Матчи | Голы |
| --------------- | ---------- | ---------- | ----- | ---- | ----- | ----- | --------- | --------- | ------ | ------ | ----- | ---- |
| Пари Сен-Жермен | 2014/15    | Дивизион 1 | 1     | 0    | 0     | 0     | 0         | 0         | —      | —      | 1     | 0    |
| Пари Сен-Жермен | 2015/16    | Дивизион 1 | 6     | 0    | 1     | 0     | 1         | 0         | —      | —      | 8     | 0    |
| Пари Сен-Жермен | 2016/17    | Дивизион 1 | 17    | 0    | 4     | 0     | 6         | 0         | —      | —      | 27    | 0    |
| Пари Сен-Жермен | 2017/18    | Дивизион 1 | 19    | 2    | 5     | 0     | —         | —         | —      | —      | 24    | 2    |
| Пари Сен-Жермен | 2018/19    | Дивизион 1 | 22    | 3    | 3     | 1     | 5         | 0         | —      | —      | 30    | 4    |
| Пари Сен-Жермен | 2019/20    | Дивизион 1 | 16    | 6    | 4     | 1     | 3         | 0         | 1      | 0      | 24    | 7    |
| Пари Сен-Жермен | 2020/21    | Дивизион 1 | 17    | 3    | 1     | 0     | 6         | 1         | —      | —      | 24    | 4    |
| Пари Сен-Жермен | 2021/22    | Дивизион 1 | 19    | 4    | 5     | 1     | 9         | 1         | —      | —      | 33    | 6    |
| Пари Сен-Жермен | 2022/23    | Дивизион 1 | 21    | 5    | 4     | 1     | 9         | 1         | 1      | 0      | 35    | 7    |
| Пари Сен-Жермен | 2023/24    | Дивизион 1 | 19    | 11   | 3     | 1     | 12        | 2         | 3      | 1      | 37    | 15   |
| 2024/25         | 8          | 3          | 0     | 0    | 2     | 0     | —         | —         | 10     | 3      |       |      |
| Общий итог      | Общий итог | Общий итог | 165   | 37   | 30    | 5     | 53        | 5         | 5      | 1      | 253   | 48   |

1. 1 2  Матчи в Трофее Чемпионов
2. ↑  1 матч в Трофее Чемпионов; 2 матча и 1 гол в плей-оффе

### Международная
| Сборная | Год  | Матчи | Голы |
| ------- | ---- | ----- | ---- |
| Франция | 2017 | 12    | 0    |
| Франция | 2018 | 5     | 0    |
| Франция | 2019 | 11    | 2    |
| Франция | 2020 | 7     | 2    |
| Франция | 2021 | 10    | 3    |
| Франция | 2022 | 14    | 6    |
| Франция | 2023 | 17    | 4    |
| Франция | 2024 | 15    | 0    |
| Итог    | Итог | 91    | 17   |

#### Голы за сборную
| №  | Дата             | Место                                    | Соперник           | Счёт | Результат | Турнир                  |
| -- | ---------------- | ---------------------------------------- | ------------------ | ---- | --------- | ----------------------- |
| 1  | 4 марта 2019     | Стад де ла Валли дю Шер, Тур, Франция    | Уругвай            | 4:0  | 6:0       | Товарищеский матч       |
| 2  | 9 ноября 2019    | Матмют Атлантик, Бордо, Франция          | Сербия             | 3:0  | 6:0       | Квалификация на ЧЕ 2022 |
| 3  | 23 октября 2020  | Стад де ля Сурс, Орлеан, Франция         | Северная Македония | 7:0  | 11:0      | Квалификация на ЧЕ 2022 |
| 4  | 23 октября 2020  | Стад де ля Сурс, Орлеан, Франция         | Северная Македония | 8:0  | 11:0      | Квалификация на ЧЕ 2022 |
| 5  | 17 сентября 2021 | Пампелопоннисиако, Патры, Греция         | Греция             | 2:0  | 10:0      | Квалификация на ЧМ 2023 |
| 6  | 17 сентября 2021 | Пампелопоннисиако, Патры, Греция         | Греция             | 7:0  | 10:0      | Квалификация на ЧМ 2023 |
| 7  | 22 октября 2021  | Стад Доминик Дювашель, Кретей, Франция   | Эстония            | 1:0  | 11:0      | Квалификация на ЧМ 2023 |
| 8  | 16 февраля 2022  | Стад Осеан, Гавр, Франция                | Финляндия          | 4:0  | 5:0       | Турнир во Франции       |
| 9  | 10 июля 2022     | Нью-Йорк, Ротерем, Англия                | Италия             | 1:0  | 5:1       | ЧЕ 2022                 |
| 10 | 10 июля 2022     | Нью-Йорк, Ротерем, Англия                | Италия             | 4:0  | 5:1       | ЧЕ 2022                 |
| 11 | 10 июля 2022     | Нью-Йорк, Ротерем, Англия                | Италия             | 5:0  | 5:1       | ЧЕ 2022                 |
| 12 | 2 сентября 2022  | А. Ле Кок Арена, Талинн, Эстония         | Эстония            | 9:0  | 9:0       | Квалификация на ЧМ 2023 |
| 13 | 6 сентября 2022  | Луи Дюгуа, Седан, Франция                | Греция             | 1:0  | 5:1       | Квалификация на ЧМ 2023 |
| 14 | 7 апреля 2023    | Габриэль Монпье, Клермон-Ферран, Франция | Колумбия           | 5:2  | 5:2       | Товарищеский матч       |
| 15 | 11 апреля 2023   | ММАрена, Ле-Ман, Франция                 | Канада             | 1:0  | 2:1       | Товарищеский матч       |
| 16 | 22 сентября 2023 | Стад дю Эно, Валансьен, Франция          | Португалия         | 1:0  | 2:1       | ЛН 2023/24              |
| 17 | 5 декабря 2023   | Магальяйнш Песоа, Лейрия, Португалия     | Португалия         | 1:0  | 1:0       | ЛН 2023/24              |

## Достижения

### «Пари Сен-Жермен»
- Чемпионка Франции: 2020/21[56]
- Обладательница Кубка Франции: 2017/18[57], 2021/22[58], 2023/24[59]
- Финалистка Лиги чемпионов: 2014/15, 2016/17

### Сборная
- Финалистка Лиги наций УЕФА: 2023/24